# Theridion pernambucum
Theridion pernambucum är en spindelart som beskrevs av Claude Lévi 1963. Theridion pernambucum ingår i släktet Theridion och familjen klotspindlar. Inga underarter finns listade i Catalogue of Life.